# Henri de Cousances
Henri de Cousances, o Cousance o Courances (... – 1268), è stato un generale e politico francese.

## Biografia
Fu sindaco di Bordeaux (1263-1264), signore di Courances, e uno dei primi a portare il titolo di Maresciallo di Francia dal 1255. Perì nella battaglia di Tagliacozzo del 1268.